# Narbéfontaine
Narbéfontaine (fràncic lorenès Memerschbronn) és un municipi francès situat al departament del Mosel·la i a la regió del Gran Est. L'any 2007 tenia 134 habitants.

## Demografia

### Població
El 2007 la població de fet de Narbéfontaine era de 134 persones. Hi havia 52 famílies, de les quals 8 eren unipersonals (8 dones vivint soles i 8 dones vivint soles), 12 parelles sense fills, 24 parelles amb fills i 8 famílies monoparentals amb fills.
La població ha evolucionat segons el següent gràfic:
Habitants censats

### Habitatges
El 2007 hi havia 56 habitatges, 50 eren l'habitatge principal de la família i 6 estaven desocupats. 55 eren cases i 1 era un apartament. Dels 50 habitatges principals, 44 estaven ocupats pels seus propietaris, 3 estaven llogats i ocupats pels llogaters i 3 estaven cedits a títol gratuït; 1 tenia tres cambres, 10 en tenien quatre i 39 en tenien cinc o més. 49 habitatges disposaven pel capbaix d'una plaça de pàrquing. A 14 habitatges hi havia un automòbil i a 31 n'hi havia dos o més.

### Piràmide de població
La piràmide de població per edats i sexe el 2009 era:
| Homes | Edats   | Dones |
| ----- | ------- | ----- |
| 0     | 95 o +  | 0     |
| 0     | 90 a 94 | 0     |
| 0     | 85 a 89 | 0     |
| 0     | 80 a 84 | 0     |
| 0     | 75 a 79 | 8     |
| 4     | 70 a 74 | 0     |
| 4     | 65 a 69 | 4     |
| 0     | 60 a 64 | 0     |
| 0     | 55 a 59 | 4     |
| 0     | 50 a 54 | 0     |
| 4     | 45 a 49 | 4     |
| 12    | 40 a 44 | 12    |
| 12    | 35 a 39 | 4     |
| 4     | 30 a 34 | 4     |
| 0     | 25 a 29 | 4     |
| 4     | 20 a 24 | 0     |
| 16    | 15 a 19 | 8     |
| 0     | 10 a 14 | 12    |
| 12    | 5 a 9   | 8     |
| 4     | 0 a 4   | 4     |

## Economia
El 2007 la població en edat de treballar era de 89 persones, 67 eren actives i 22 eren inactives. De les 67 persones actives 63 estaven ocupades (35 homes i 28 dones) i 4 estaven aturades (2 homes i 2 dones). De les 22 persones inactives 9 estaven jubilades, 5 estaven estudiant i 8 estaven classificades com a «altres inactius».

### Ingressos
El 2009 a Narbéfontaine hi havia 50 unitats fiscals que integraven 133 persones, la mediana anual d'ingressos fiscals per persona era de 17.491 €.

### Activitats econòmiques
L'any 2000 a Narbéfontaine hi havia 6 explotacions agrícoles que ocupaven un total de 594 hectàrees.

## Poblacions més properes
El següent diagrama mostra les poblacions més properes.